# Jordy Cathoir
Jordy Cathoir "El Grande" (Beveren, 29 juli 1990) is een oud-voetballer van KSK Beveren, die sinds 2018 als verdediger voor Verbroedering Zwijndrecht speelt.
Voor zijn overstap naar Beveren in 2005 speelde Cathoir in de jeugd van Red Star Haasdonk. Hij maakte in 2007 als 17-jarige speler zijn debuut bij het eerste elftal tegen Antwerp FC.
Op 27 april 2025 speelde Jordy zijn laatste wedstrijd.

## Carrière
| Seizoen   | Club                      | Wedstrijden |
| --------- | ------------------------- | ----------- |
| 2004-2007 | KSK Beveren               | Jeugd       |
| 2007-2010 | KSK Beveren               | 30          |
| 2010-2012 | KSV Temse                 |             |
| 2012-2018 | Svelta Melsele            |             |
| 2018-2025 | Verbroedering Zwijndrecht |             |